# Lotta Armata per il Comunismo
Il gruppo Lotta Armata per il Comunismo, chiamato anche Lotta Armata Comunista, fu un gruppo terrorista comunista, che all'inizio nacque come organizzazione solitaria, ma che successivamente collaborò a varie organizzazioni armate comuniste, che erano la Brigata d'assalto Dante Di Nanni, i Comitati comunisti rivoluzionari, le Formazioni Comuniste Armate, ed successivamente anche all' alleanza comunista di Prima Linea, e che fu attivo tra il 1970 ed il 1980 in Italia che si rese responsabile di azioni violente ed omicidi contro borghesi, militanti di estrema destra, forze armate italiane, banche ed industrie capitaliste.

## Idee ed azioni
Rifacendosi alla parte più violenta di Autonomia Operaia ed alle tesi del movimento proletari emarginati fu attivo soprattutto in Centro Italia e nel Nord Italia dove compi numerose azioni violente utilizzando la tecnica della sigla aperta poiché chiunque poteva farne parte a patto che fosse comunista e che colpisse la borghesia europea considerata sfruttatrice delle masse proletarie. La prima azione violenta fu nel settembre 1974 a Milano dove fecero esplodere alcune automobili di dirigenti industriali milanesi accusati di sfruttare gli operai. Ancora a Milano il 20 febbraio 1975 fecero degli atti incendiari in un istituto superiore Milanese lasciando dei volantini in cui accusavano gli insegnanti di essere autoritari contro gli studenti. Il 22 ottobre 1975 a Querceta di Lucca, l'evaso Massimo Battini, rapinatore appartenente al gruppo eversivo, uccide tre agenti di Polizia, il brigadiere Gianni Mussi e gli appuntati Giuseppe Lombardi e Armando Femiano. L'evento è ricordato come Strage di Querceta.

## L'alleanza con gli altri gruppi armati
In seguito, altri sempre riconducibili all'area di Lotta Armata per il Comunismo, compiranno un omicidio a Roma uccidendo il 29 ottobre 1975 lo studente Mario Zicchieri,  aderente al Fronte della Gioventù, che si trovava davanti alla sezione missina del quartiere Prenestino, gli uccisori confluiranno in seguito nelle Brigate Rosse.  Dopo questo omicidio decidono di colpire il commissariato di Polizia di Porta Genova a Milano nel 1976, per poi collaborare con i Comitati Comunisti Rivoluzionari per ferire il direttore della Philco Bosch, Henrik Henkev, a Brembate in Provincia di Bergamo il 26 marzo 1976. Dopo un anno senza compiere attentati, il 15 agosto 1977 fanno esplodere un ripetitore TV di Radio Montecarlo in Provincia di Lucca, accusando l'emittente radiofonica di essere al soldo del capitalismo. Successivamente, il 15 ottobre 1977, colpiscono con una bomba il Palazzo di Giustizia nel centro di Lucca. A Prato nel 1978 uccidono il notaio Gianfranco Spighi insieme alla Brigata d'Assalto Dante Di Nanni, firmando il volantino di rivendicazione Lotta Armata per il Comunismo-Dante Di Nanni.
Infine il gruppo Lotta Armata per il Comunismo, dopo essere entrato nell'orbita dei Comitati Comunisti Rivoluzionari, decise di passare a Prima Linea, quando i comitati comunisti rivoluzionari decisero di sciogliersi.